# Ròchamaura
Ròchamaura (en francès Rochemaure) és un municipi francès situat al departament de l'Ardecha i a la regió d'Alvèrnia-Roine-Alps. L'any 2007 tenia 1.978 habitants.

## Demografia

### Població
El 2007 la població de fet de Rochemaure era de 1.978 persones. Hi havia 815 famílies de les quals 210 eren unipersonals (85 homes vivint sols i 125 dones vivint soles), 270 parelles sense fills, 291 parelles amb fills i 44 famílies monoparentals amb fills.
La població ha evolucionat segons el següent gràfic:
Habitants censats

### Habitatges
El 2007 hi havia 944 habitatges, 818 eren l'habitatge principal de la família, 62 eren segones residències i 63 estaven desocupats. 757 eren cases i 152 eren apartaments. Dels 818 habitatges principals, 580 estaven ocupats pels seus propietaris, 220 estaven llogats i ocupats pels llogaters i 18 estaven cedits a títol gratuït; 7 tenien una cambra, 49 en tenien dues, 144 en tenien tres, 253 en tenien quatre i 364 en tenien cinc o més. 612 habitatges disposaven pel capbaix d'una plaça de pàrquing. A 343 habitatges hi havia un automòbil i a 430 n'hi havia dos o més.

### Piràmide de població
La piràmide de població per edats i sexe el 2009 era:
| Homes | Edats   | Dones |
| ----- | ------- | ----- |
| 0     | 95 o +  | 0     |
| 0     | 90 a 94 | 0     |
| 4     | 85 a 89 | 12    |
| 4     | 80 a 84 | 16    |
| 20    | 75 a 79 | 28    |
| 20    | 70 a 74 | 40    |
| 32    | 65 a 69 | 12    |
| 52    | 60 a 64 | 52    |
| 56    | 55 a 59 | 36    |
| 100   | 50 a 54 | 88    |
| 84    | 45 a 49 | 84    |
| 68    | 40 a 44 | 32    |
| 80    | 35 a 39 | 92    |
| 76    | 30 a 34 | 80    |
| 60    | 25 a 29 | 52    |
| 44    | 20 a 24 | 32    |
| 40    | 15 a 19 | 56    |
| 64    | 10 a 14 | 64    |
| 84    | 5 a 9   | 84    |
| 56    | 0 a 4   | 44    |

## Economia
El 2007 la població en edat de treballar era de 1.299 persones, 945 eren actives i 354 eren inactives. De les 945 persones actives 865 estaven ocupades (482 homes i 383 dones) i 78 estaven aturades (32 homes i 46 dones). De les 354 persones inactives 129 estaven jubilades, 80 estaven estudiant i 145 estaven classificades com a «altres inactius».

### Ingressos
El 2009 a Rochemaure hi havia 810 unitats fiscals que integraven 1.986,5 persones, la mediana anual d'ingressos fiscals per persona era de 18.910 €.

### Activitats econòmiques
Dels 104 establiments que hi havia el 2007, 1 era d'una empresa extractiva, 4 d'empreses alimentàries, 7 d'empreses de fabricació d'altres productes industrials, 24 d'empreses de construcció, 20 d'empreses de comerç i reparació d'automòbils, 2 d'empreses de transport, 8 d'empreses d'hostatgeria i restauració, 1 d'una empresa d'informació i comunicació, 1 d'una empresa financera, 7 d'empreses immobiliàries, 11 d'empreses de serveis, 13 d'entitats de l'administració pública i 5 d'empreses classificades com a «altres activitats de serveis».
Dels 30 establiments de servei als particulars que hi havia el 2009, 3 eren tallers de reparació d'automòbils i de material agrícola, 2 paletes, 8 guixaires pintors, 5 fusteries, 2 lampisteries, 1 perruqueria, 6 restaurants, 2 agències immobiliàries i 1 saló de bellesa.
Dels 6 establiments comercials que hi havia el 2009, 1 era una botiga de més de 120 m², 3 fleques, 1 una fleca i 1 una peixateria.
L'any 2000 a Rochemaure hi havia 25 explotacions agrícoles que ocupaven un total de 240 hectàrees.

## Equipaments sanitaris i escolars
El 2009 hi havia 1 farmàcia i 1 ambulància.
El 2009 hi havia 1 escola maternal i 1 escola elemental.

## Poblacions més properes
El següent diagrama mostra les poblacions més properes.